# مطار الخرطوم الدولي
مطار الخرطوم الدولي هو مطار يقع في مدينة الخرطوم عاصمة السودان، وهو أكبر مطار في السودان. يعتبر المقر الرئيسي ومركز عمليات الخطوط الجوية السودانية وبدر للطيران. يُعتبر الموقع الحالي للمطار خطراً على مقاييس السلامة الجوية والأمن العمراني، وقد قررت الحكومة السودانية إغلاق المطار الحالي بعد الانتهاء من إنشاء مطار الخرطوم الجديد الذي يتم بناءه على بعد 40 كلم من وسط مدينة الخرطوم.
عام 2014، إستقبل المطار 290 299 2 مسافر، وكانت الخطوط السعودية هي التي نقلت أكبر عدد من المسافرين (600 380 مسافر).

## تاريخ
أنشئ المطار في أعقاب الحرب العالمية الثانية في عام 1947، وتمت توسعته ليستوعب الحركة الجوية في السبعينات والثمانينات. وقد تم إعادة تأهيله المطار ما بين 2000 و2010 وماتزال هناك عمليات تأهيل أخرى تشمل صالات المغادرة والوصول وبعض البنيات التحتية لمواكبة التطورات العالمية لحين إنشاء مطار الخرطوم الجديد.
في يونيو 2019، أوقفت شركات الطيران الأجنبية رحلاتها بشكل مؤقت نحو مطار الخرطوم الدولي بسبب الأوضاع الأمنية والاحتجاجات التي عرفتها مدينة الخرطوم، لكن عادت شركات الطيران لتشغيل رحلاتها من المطار في نفس الشهر بعد تحسن الأوضاع.
في 14 يناير 2020، توقفت حركة الطيران في المطار وتم فرض حظر جوي، وتحويل الطائرات القادمة للخرطوم لمطارات أخرى، وجاء هذا الإجراء بعد أن قام جنود بتمرد عسكري وإطلاق النار قرب محيط المطار، وقد أعيد فتح المطار في 15 يناير 2020.

## شركات الطيران
| شركات الطيران           | الوجهات                                                                                                |
| ----------------------- | --- |
| الخطوط الجوية السودانية | بورتسودان، جوبا، القاهرة                                                                               |
| بدر للطيران             | بورتسودان، نيالا، الجنينة، كسلا، الفاشر جوبا، واو، ملكال، دبي، جدة، القاهرة، كانو، أديس أبابا، إسطنبول |
| الخطوط السعودية         | جدة، الرياض                                                                                            |
| طيران ناس               | جدة، الرياض، الدمام، المدينة، أبها                                                                     |
| الخطوط الجوية القطرية   | الدوحة                                                                                                 |
| الخطوط الجوية الأفريقية | طرابلس                                                                                                 |
| الخطوط الجوية الليبية   | طرابلس                                                                                                 |
| الخطوط الجوية الإثيوبية | أديس أبابا                                                                                             |
| أجنحة الشام             | دمشق                                                                                                   |
| الخطوط الجوية السورية   | دمشق                                                                                                   |
| مصر للطيران             | القاهرة                                                                                                |
| طيران الخليج            | البحرين                                                                                                |
| الإتحاد للطيران         | أبوظبي                                                                                                 |
| طيران الإمارات          | دبي |
| فلاي دبي                | دبي |
| العربية للطيران         | الشارقة                                                                                                |
| طيران السلام            | مسقط                                                                                                   |
| الخطوط الجوية التركية   | اسطنبول                                                                                                |
| الخطوط الجوية الكينية   | نيروبي                                                                                                 |

## إحصائيات
- حركة المسافرين:[3]

| 2013      | 2014      |
| --------- | --------- |
| 244 061 2 | 290 299 2 |

## معرض صور

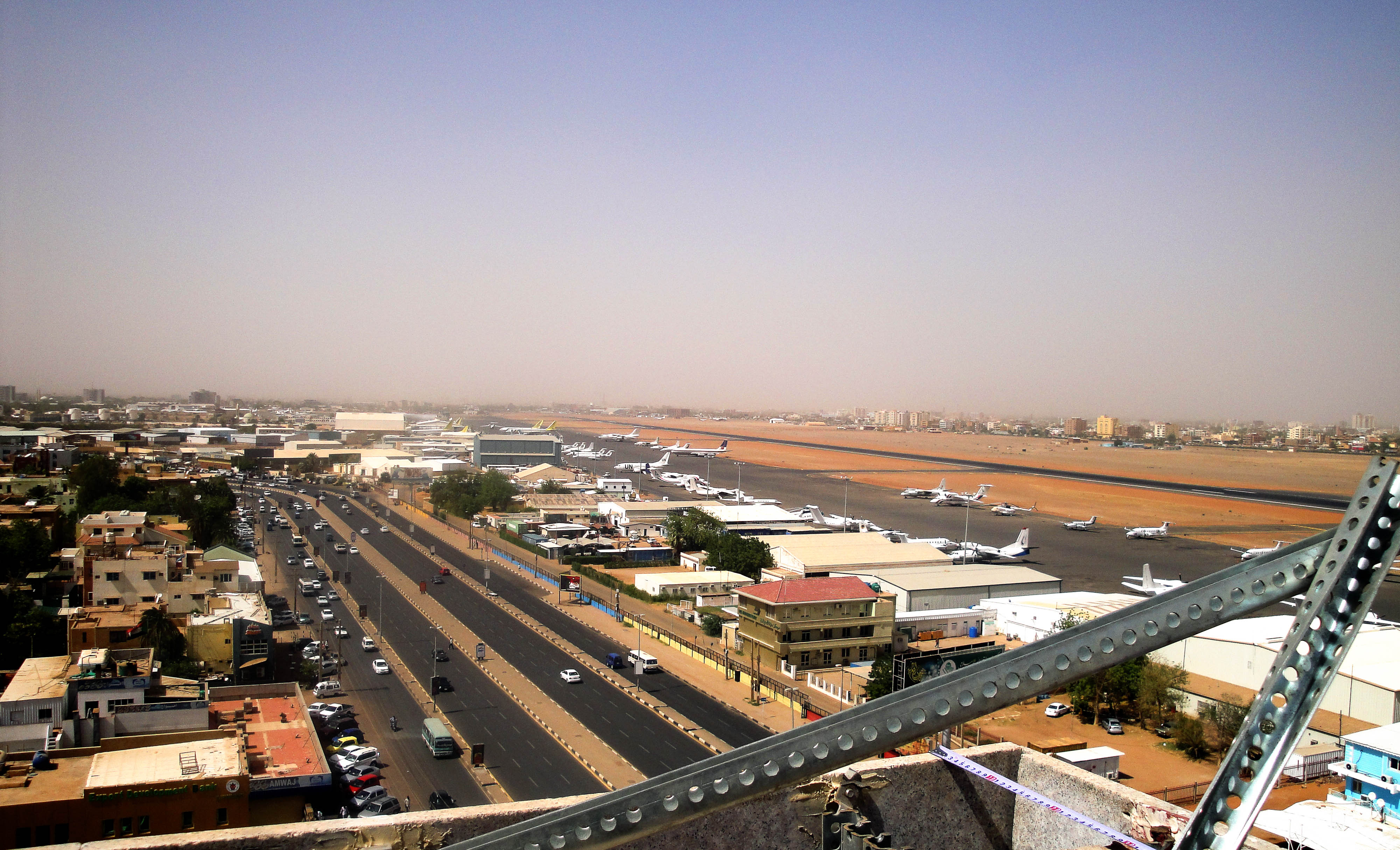
المطار و شارع أفريقيا
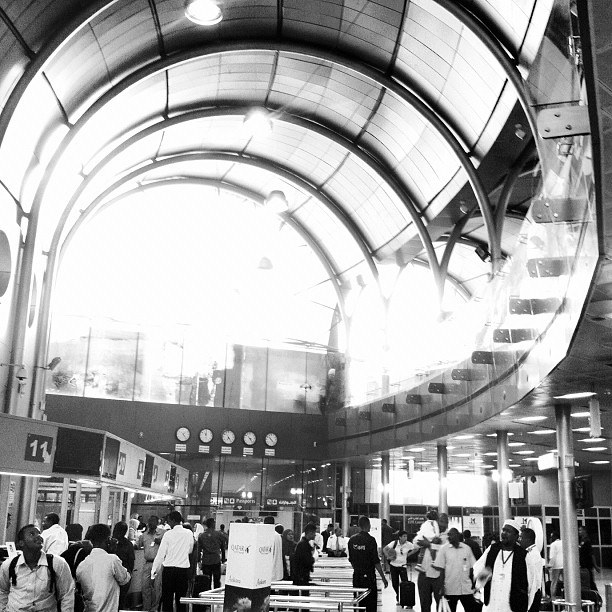
صالة المغادرة
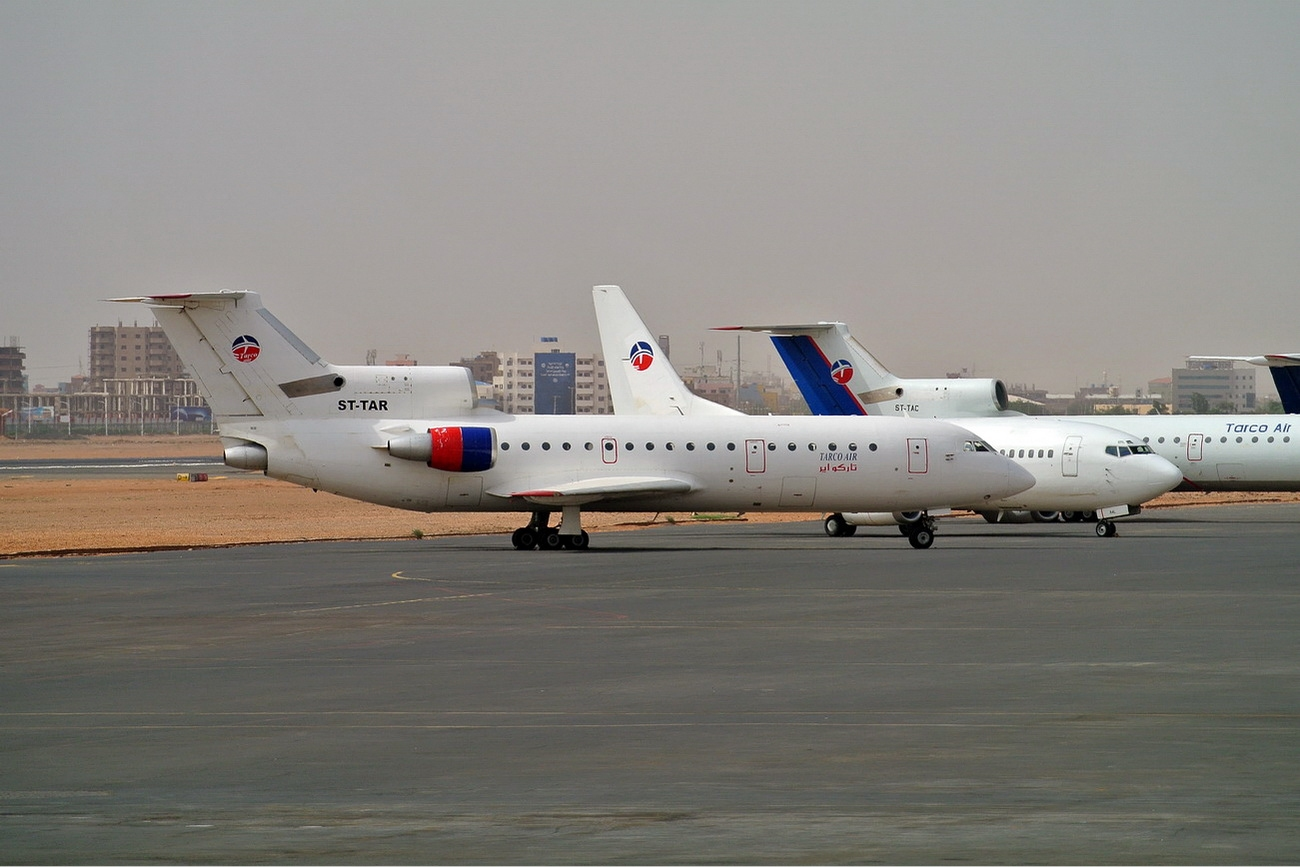
طائرات في مطار الخرطوم
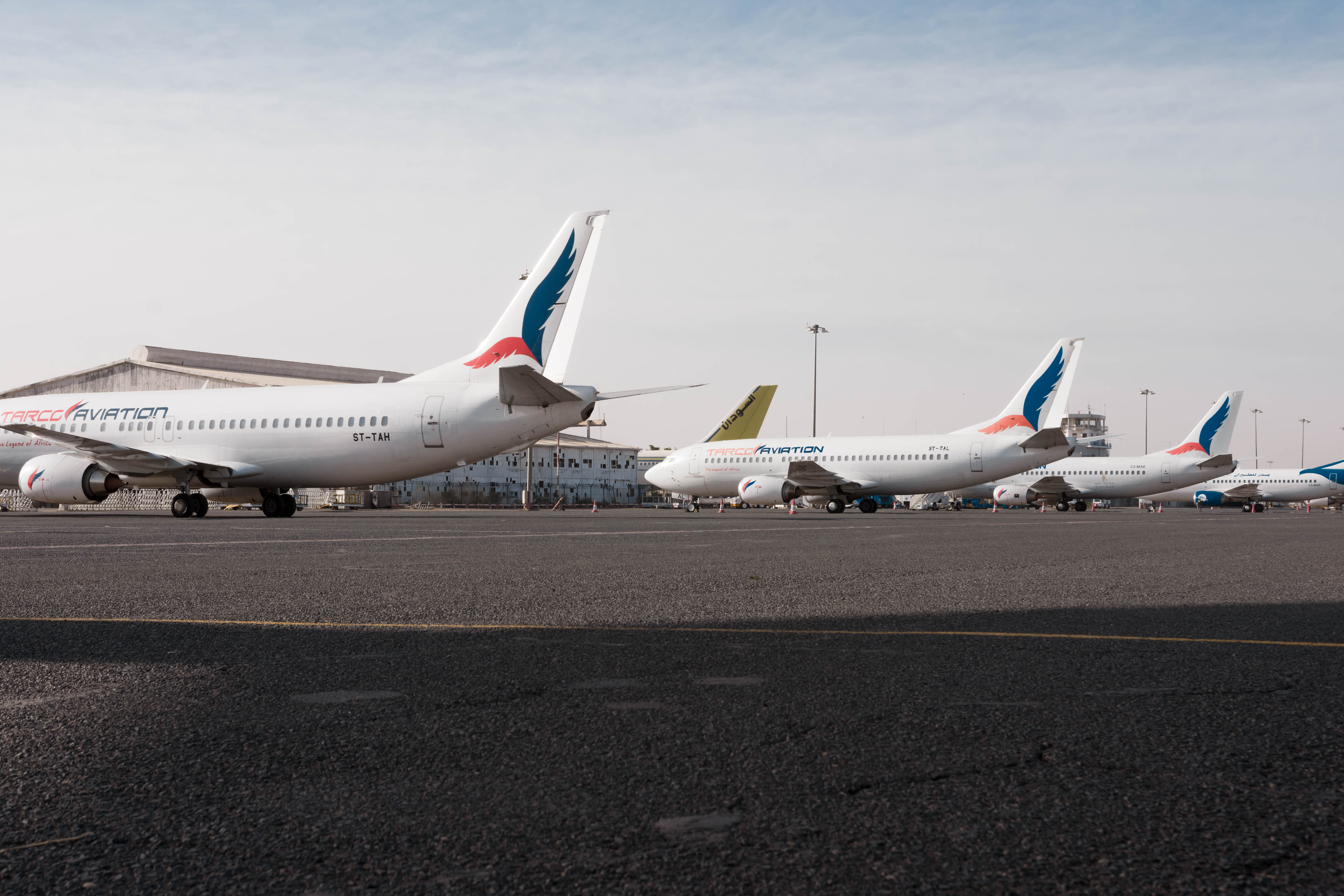
طائرات في مطار الخرطوم
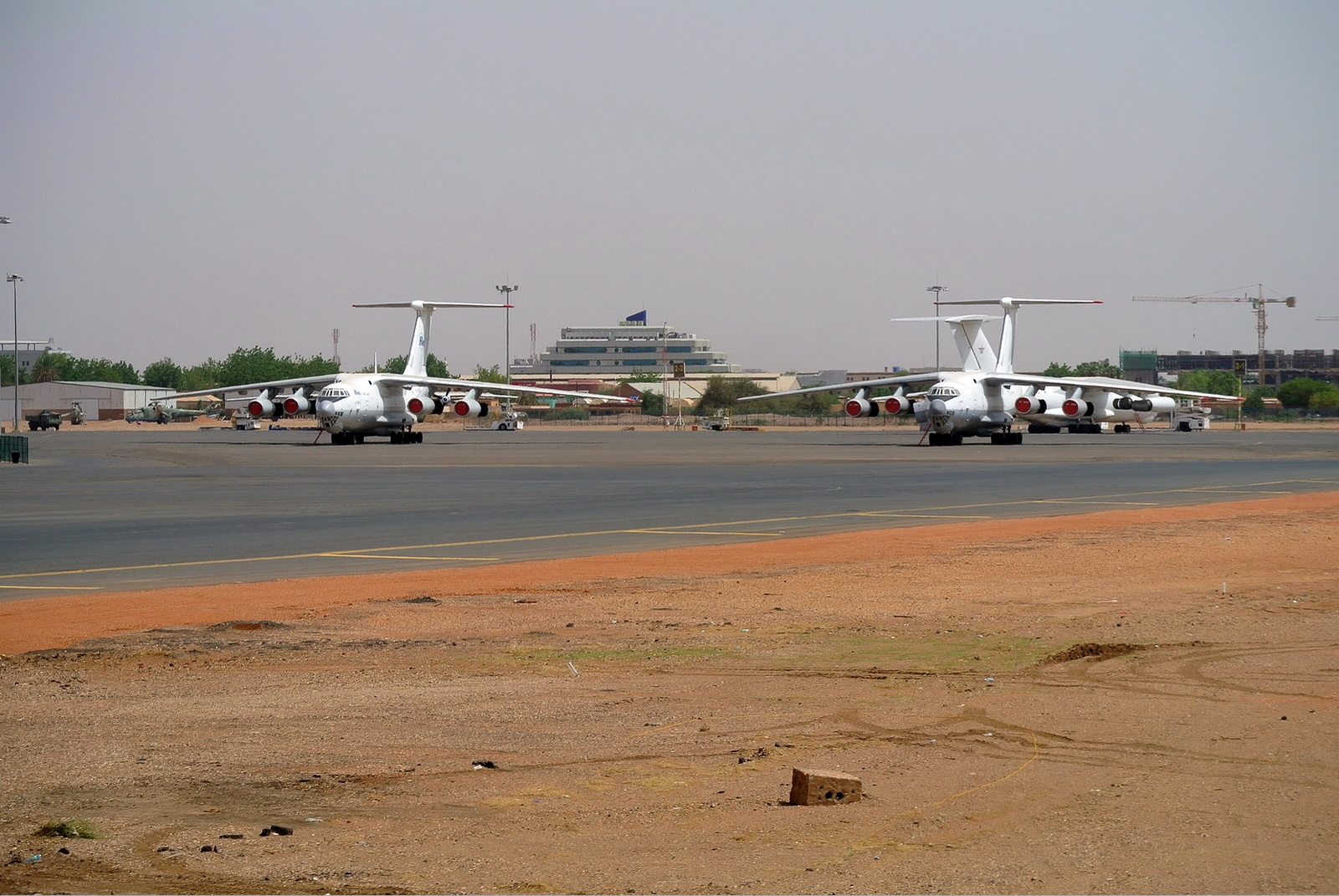
طائرات في مطار الخرطوم
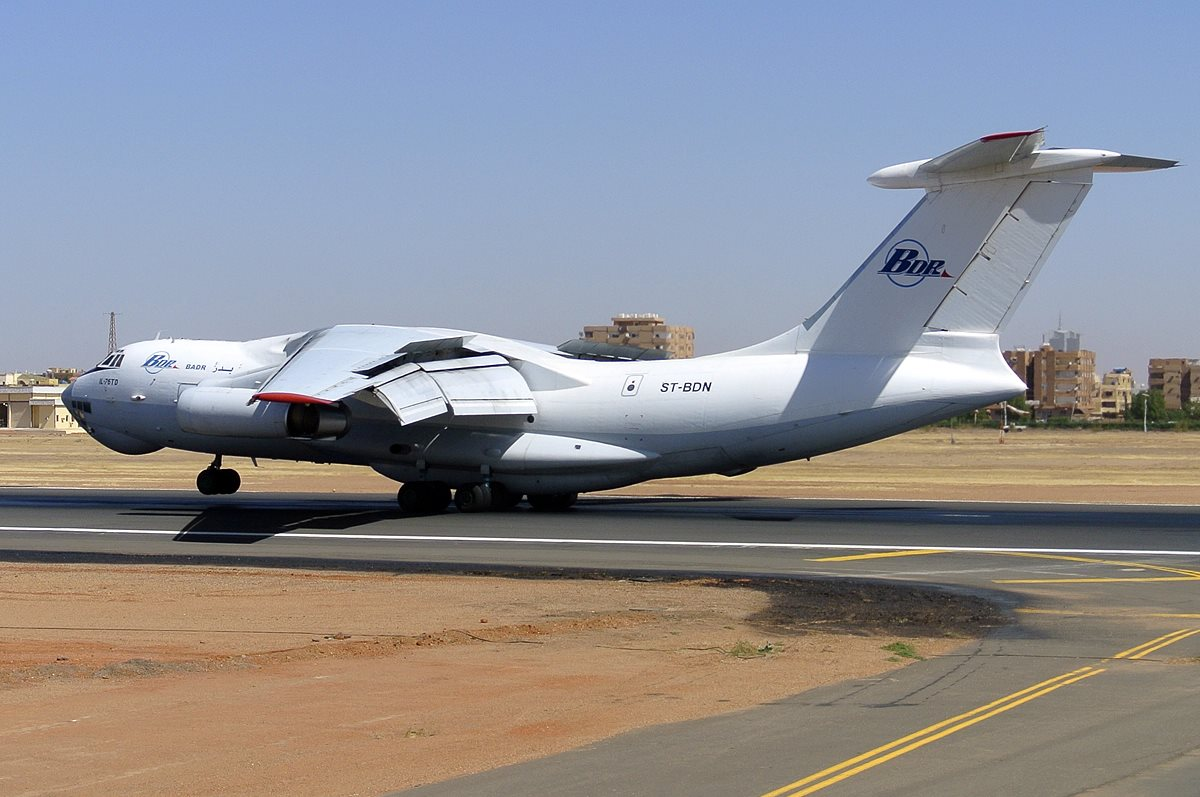
طائرة في مدرج مطار الخرطوم